# Cantonul Noailles
Cantonul Noailles este un canton din arondismentul Beauvais, departamentul Oise, regiunea Picardia, Franța.

## Comune
| Comune                  | Populație (1999) | Cod poștal | Cod INSEE |
| ----------------------- | ---------------- | ---------- | --------- |
| Abbecourt               | 670              | 60430      | 60002     |
| Berthecourt             | 1 355            | 60370      | 60065     |
| Cauvigny                | 1 199            | 60730      | 60135     |
| Le Coudray-sur-Thelle   | 488              | 60790      | 60165     |
| Le Déluge               | 492              | 60790      | 60196     |
| Hermes                  | 2 331            | 60370      | 60313     |
| Hodenc-l'Évêque         | 190              | 60430      | 60316     |
| Laboissière-en-Thelle   | 1 257            | 60570      | 60330     |
| Lachapelle-Saint-Pierre | 916              | 60730      | 60334     |
| Montreuil-sur-Thérain   | 182              | 60134      | 60426     |
| Mortefontaine-en-Thelle | 737              | 60570      | 60433     |
| Mouchy-le-Châtel        | 67               | 60250      | 60437     |
| La Neuville-d'Aumont    | 243              | 60790      | 60453     |
| Noailles                | 2 672            | 60430      | 60462     |
| Novillers               | 315              | 60730      | 60469     |
| Ponchon                 | 1 041            | 60430      | 60504     |
| Sainte-Geneviève        | 2 577            | 60730      | 60575     |
| Saint-Sulpice           | 951              | 60430      | 60598     |
| Silly-Tillard           | 402              | 60430      | 60620     |
| Villers-Saint-Sépulcre  | 868              | 60134      | 60685     |
| Warluis                 | 1 166            | 60430      | 60700     |